# Premio Pulitzer per il miglior giornalismo di ultim'ora
Il premio Pulitzer per il miglior giornalismo di ultim'ora (Pulitzer Prize for Breaking News Reporting) è uno dei quattordici premi Pulitzer per il giornalismo che vengono conferiti ogni anno in America, a un giornalista o a una redazione che si siano distinti nei servizi di ultime notizie. 
Prima del 1953, veniva assegnato un Pulitzer Prize for Local Reporting che combinava sotto la stessa categoria sia il giornalismo di ultim'ora sia il giornalismo investigativo. In questa forma fu assegnato a partire dal 1953, seppure con diverse denominazioni: Pulitzer Prize for Local Reporting, Edition Time dal 1953 al 1963, Pulitzer Prize for Local General or Spot News Reporting dal 1964 al 1984, Pulitzer Prize for General News Reporting dal 1985 al 1990, Pulitzer Prize for Spot News Reporting dal 1991 al 1997 e Pulitzer Prize for Breaking News Reporting dal 1998.

## Albo d'oro

### Pulitzer Prize for Local Reporting, Edition Time (1953-1963)
- 1953: Staff del Providence (RI) Journal and Evening Bulletin
- 1954: Staff del Vicksburg (MS) Sunday Post-Herald
- 1955: Caro Brown, Alice Echo-News Journal (TX)
- 1956: Lee Hills, Detroit Free Press
- 1957: Staff del Salt Lake (UT) Tribune
- 1958: Staff del Fargo (ND) Forum
- 1959: Mary Lou Forbes, Washington Evening Star
- 1960: Jack Nelson, The Atlanta Journal-Constitution
- 1961: Ted Morgan
- 1962: Robert D. Mullins, Deseret News, Salt Lake City, UT
- 1963: Sylvan Fox, Anthony Shannon, William Longgood, New York World-Telegram and Sun

### Pulitzer Prize for Local General or Spot News Reporting (1964-1984)
- 1964: Norman C. Miller The Wall Street Journal
- 1965: Melvin H. Ruder Hungry Horse News, Columbia Falls, MT
- 1966: Staff del Los Angeles Times
- 1967: Robert V. Cox, Chambersburg (Pennsylvania) Public Opinion
- 1968: Staff del Detroit Free Press
- 1969: John Fetterman, Louisville Times and Courier-Journal
- 1970: Thomas Fitzpatrick, Chicago Sun-Times
- 1971: Staff dell'Akron (OH) Beacon Journal
- 1972: Richard Cooper e John Machacek Rochester (NY) Times-Union
- 1973: Staff del Chicago Tribune
- 1974: Arthur M. Petacque e Hugh F. Hough, Chicago Sun-Times
- 1975: Staff dello Xenia (OH) Daily Gazette
- 1976: Gene Miller, Miami Herald
- 1977: Margo Huston, The Milwaukee Journal
- 1978: Richard Whitt, Louisville Courier-Journal
- 1979: Staff del San Diego (CA) Evening Tribune
- 1980: Staff del The Philadelphia Inquirer
- 1981: Staff del Longview (WA) Daily News
- 1982: Staff del Kansas City Star e Kansas City Times
- 1983: Staff del Fort Wayne (IN) News-Sentinel
- 1984: Staff del Newsday, Long Island, NY

### Pulitzer Prize for General News Reporting (1985-1990)
- 1985: Thomas Turcol del The Virginian-Pilot and Ledger-Star, (Norfolk, Va.)
- 1986: Edna Buchanan del Miami Herald
- 1987: Staff dell'Akron Beacon Journal
- 1988: Staff dell'Alabama Journal (Montgomery, Alabama)
- 1988: Staff del Lawrence Eagle-Tribune
- 1989: Staff del Louisville Courier-Journal
- 1990: Staff del San Jose Mercury News

### Pulitzer Prize for Spot News Reporting (1991-1997)
- 1991: Staff del The Miami Herald
- 1992: Staff del Newsday
- 1993: Staff del Los Angeles Times
- 1994: Staff del The New York Times
- 1995: Staff del Los Angeles Times
- 1996: Robert D. McFadden del The New York Times
- 1997: Staff del Newsday

### Pulitzer Prize for Breaking News Reporting

#### Anni 1990
- 1998: Staff del Los Angeles Times
- 1999: Staff del Hartford Courant

#### Anni 2000
- 2000: Staff del Denver Post
- 2001: Staff del Miami Herald
- 2002: Staff del Wall Street Journal
- 2003: Staff del The Eagle-Tribune
- 2004: Staff del Los Angeles Times
- 2005: Staff del Star-Ledger
- 2006: Staff del Times-Picayune
- 2007: Staff del The Oregonian
- 2008: Staff del The Washington Post
- 2009: Staff del The New York Times

#### Anni 2010
- 2010: Staff del The Seattle Times
- 2012: Staff del The Tuscaloosa News
- 2013: Staff del The Denver Post
- 2014: Stafff del The Boston Globe
- 2015: Staff del The Seattle Times
- 2016: Staff del Los Angeles Times
- 2017: Staff dell'East Bay Times (Oakland, California)
- 2018: Staff del The Press Democrat (Santa Rosa, California)
- 2019: Staff del The Pittsburgh Post-Gazette

#### Anni 2020
- 2020: Staff del The Courier-Journal (Louisville, Kentucky)
- 2021: Staff del Star Tribune (Minneapolis, Minnesota)
- 2022: Staff del Miami Herald (Miami, Florida)
- 2023: Staff del Los Angeles Times[2]
- 2024: Staff del Lookout Santa Cruz